# Kick in Iran
Kick in Iran (englisch  Kick in Iran) ist ein Dokumentarfilm von Regisseurin Fatima Geza Abdollahyan. Darin wird die Taekwondo-Kämpferin Sara Khoshjamal Fekri auf ihrem Weg zu den Olympischen Spielen 2008 in Peking begleitet. Sara ist die erste Iranerin in der Geschichte des Frauensports, der es gelungen ist, sich regulär für Olympia zu qualifizieren.

## Handlung
Regisseurin Fatima Geza Abdollahyan begleitet die Sportlerin Sara Khoshjamal-Fekri und ihre Trainerin Maryam Azarmehr über einen Zeitraum von neun Monaten, von der Qualifikation bis zur Teilnahme an den Olympischen Spielen in Peking 2008.
Die beiden Taekwondo-Kämpferinnen müssen dabei viele Hürden überwinden, die sich ihnen in den Weg stellen, nicht nur, aber auch weil sie Frauen in einem muslimischen Land sind. Trainerin und Schülerin verlieren nie den Glauben an ihr Ziel und verfolgen es hartnäckig, auch wenn man sie nicht immer ganz ernst nimmt.
Der Film gibt Einblick in die Lebensrealität zweier Leistungssportlerinnen in der Islamischen Republik Iran, die zwischen Schleier und Kampftraining ihren Weg gehen. Dabei lockert der Humor und die Ironie, mit denen die Protagonistinnen manchen Vorurteilen begegnen, ärgerliche Begegnungen mit Zeitgenossen auf.

## Rezeption
Kick in Iran wurde auf über 30 Filmfestivals weltweit aufgeführt. Darunter u. a.:
- Sundance Filmfestival 2010 (Weltpremiere), USA
- True/False Filmfestival, USA
- Dallas International Filmfestival, USA
- Visions du Reel, Schweiz
- Internationales Aljazeera Dokumentarfilm Festival, Qatar
- Filmfest München (Deutschlandpremiere)
- Warschau Filmfestival, Polen
- Mumbai Filmfestival, Indien
- Cine//B Film Festival, Chile
- Corona Cork Filmfest, Irland
- International Images Film Festival for Women, Zimbabwe
- Belgrade Documentary and Short Film Festival, Serbien
- Bafici, Argentinien
- Chennai International Film Festival, Indien
- Noor Iranian Film Festival, USA
- Film Festival for Women’s Rights (FIWOM), Südkorea

## Auszeichnungen
- Gewinner Gerd Ruge Preis
- Lobende Erwähnung, 13. BAFICI, UNICEF AWARD
- Lobende Erwähnung, 26. Warschau Filmfestival
- Nominiert für den Grand Jury Preis des Sundance Filmfestival 2010
- Nominiert für den Phoenix-Dokumentarfilmpreis 2010